# Cupa Balcanică
În 1961 a fost înființată o Cupă a Balcanilor pentru cluburile de fotbal din Albania, Bulgaria, Grecia, România, Turcia și Iugoslavia. Competiției nu i s-a acordat o importanță foarte mare în țările în cauză, spre deosebire de Cupa Balcanilor (mult mai veche, dar întreruptă și ea) pentru echipele naționale.

## Participarea cluburilor românești în cupa balcanică pe sezoane.
- 1960–61 :  Steagul Roșu Brașov
- 1961–63 :  Steagul Roșu Brașov,  Dinamo
- 1963–64 :  Rapid,
- 1964–66 :  Rapid,  Farul
- 1966–67 :  UTA Arad,  Farul
- 1967–68 :  Farul
- 1969 :  Universitatea Craiova
- 1970 :  Universitatea Craiova
- 1971 :  Steagul Roșu Brașov
- 1972 :  Steagul Roșu Brașov
- 1973 :  ASA Târgu Mureș
- 1974 :  SC Bacău
- 1975 :  Farul
- 1976 :  Sportul Studențesc
- 1977 :  Poli Timișoara
- 1977–78 :  Jiul Petroșani
- 1979–80 :  Sportul Studențesc
- 1980–81 :  Sportul Studențesc
- 1981–83 :  Steaua București
- 1983–84 :  Argeș Pitești
- 1984–85 :  Argeș Pitești,  SC Bacău
- 1986 :  Gloria Buzău,  ASA Târgu Mureș
- 1987-88 :  Argeș Pitești
- 1988-89 :  Universitatea Craiova
- 1990-91 :  Inter Sibiu
- 1991-92 :  Oțelul
- 1992-93 :  Dacia Unirea Brăila
- 1993-94 : Nu au participat.

## Finale
| Sezon           | Câștigător                                                        | Scor                                                              | Locul doi                                                         |
| --------------- | ----------------------------------------------------------------- | ----------------------------------------------------------------- | ----------------------------------------------------------------- |
| 1960–61         | Steagul Roșu Brașov1                                              | 13 pcte - 8 pcte (jucate în grupă)                                | PFC Levski Sofia                                                  |
| 1961–63         | Olympiacos                                                        | 1 - 0, 0 - 1, 1 - 0 (trei manșe)                                  | PFC Levski Sofia                                                  |
| 1963–64         | FC Rapid București                                                | 1 - 1, 2 - 0 (două manșe)                                         | FC Spartak Plovdiv                                                |
| 1964–66         | FC Rapid București                                                | 3 - 0, 3 - 3 (două manșe)                                         | Farul Constanța                                                   |
| 1966–67         | Fenerbahçe S.K.                                                   | 1 - 2, 1 - 0, 3 - 1 (trei manșe)                                  | AEK Atena                                                         |
| 1967–68         | PFC Beroe Stara Zagora                                            | 3–0, 3–4 (două manșe)                                             | Spartak Sofia                                                     |
| 1969            | PFC Beroe Stara Zagora                                            | 1–0, 3–0 (două manșe) 2nd leg - Dinamo s-a retras                 | KS Dinamo Tirana                                                  |
| 1970            | KF Partizani Tirana                                               | 1–1, 3–0 (două manșe) 2nd leg - Beroe s-a retras                  | PFC Beroe Stara Zagora                                            |
| 1971            | Panionios                                                         | 1–0, 2–1 (două manșe)                                             | KS Besa Kavajë                                                    |
| 1972 Detalii    | Trakia Plovdiv                                                    | 5–0, 0–4 (două manșe)                                             | Velež Mostar                                                      |
| 1973 Detalii    | PFC Lokomotiv Sofia                                               | 1–1, 2–0 (două manșe)                                             | ASA Târgu Mureș                                                   |
| 1974 Detalii    | Akademik Sofia                                                    | 2–1, 0–0 (două manșe)                                             | FK Vardar                                                         |
| 1975 Detalii    | FK Radnički Niš                                                   | 1–0, 2–1 (două manșe)                                             | Eskișehirspor                                                     |
| 1976 Detalii    | NK Dinamo Zagreb                                                  | 3–1, 2–3 (două manșe)                                             | Sportul Studențesc                                                |
| 1977–78 Detalii | Panathinaikos                                                     | 0–0, 2–1 (două manșe)                                             | PFC Slavia Sofia                                                  |
| 1978 Detalii    | NK Rijeka                                                         | 0–1, 4–1 (două manșe)                                             | Jiul Petroșani                                                    |
| 1979–80 Detalii | Sportul Studențesc                                                | 2–0, 1–1 (două manșe)                                             | NK Rijeka                                                         |
| 1980–81 Detalii | Velež Mostar                                                      | 6–5, 6–2 (două manșe)                                             | Trakia Plovdiv                                                    |
| 1981–83 Detalii | PFC Beroe Stara Zagora                                            | 3–0, 3–1 (două manșe)                                             | SK Tirana                                                         |
| 1983–84 Detalii | PFC Beroe Stara Zagora                                            | câștigătorul decis în faza grupelor                               | FC Argeș Pitești                                                  |
| 1984–85 Detalii | Iraklis                                                           | 4–1, 1–3 (două manșe)                                             | FC Argeș Pitești                                                  |
| 1986 Detalii    | PFC Slavia Sofia                                                  | 3–0, 2–3 (două manșe)                                             | Panionios                                                         |
| 1987–88 Detalii | PFC Slavia Sofia                                                  | 5–1, 1–0 (două manșe)                                             | FC Argeș Pitești                                                  |
| 1988–89 Detalii | OFI Creta                                                         | 3–1                                                               | FK Radnički Niš                                                   |
| 1989–90         | Cupa Balcanică nu a avut loc din cauza Revoluției române din 1989 | Cupa Balcanică nu a avut loc din cauza Revoluției române din 1989 | Cupa Balcanică nu a avut loc din cauza Revoluției române din 1989 |
| 1990–91 Detalii | FC Inter Sibiu                                                    | 0–0, 1–0 (rejucat)                                                | FK Budućnost Podgorica                                            |
| 1991–92 Detalii | Sarıyer G.K.                                                      | 0–0 , 1–0 (rejucat)                                               | Oțelul Galați                                                     |
| 1992–93 Detalii | Edessaikos                                                        | 0–1, 3–1 (două manșe)                                             | FC Etar Veliko Tarnovo                                            |
| 1993–94 Detalii | Samsunspor                                                        | 3–0, 2–0 (două manșe)                                             | PAS Giannina                                                      |

- Nota 1:  Steagul Roșu Brașov a fost prima echipă românească care a câștigat o Cupă Europeană.

## Performanțe

### După club
| Echipa                 | Câștigătoare | Locul doi | Câștigătoare în anii     | Locul doi în anii  |
| ---------------------- | ------------ | --------- | ------------------------ | ------------------ |
| PFC Beroe Stara Zagora | 4            | 1         | (1968, 1969, 1983, 1984) | (1970)             |
| PFC Slavia Sofia       | 2            | 1         | (1986, 1988)             | (1978)             |
| FC Rapid București     | 2            | 0         | (1964, 1966)             | -                  |
| Panionios              | 1            | 1         | (1971)                   | (1986)             |
| PFC Botev Plovdiv      | 1            | 1         | (1972)                   | (1980)             |
| FK Radnički Niš        | 1            | 1         | (1975)                   | (1989)             |
| NK Rijeka              | 1            | 1         | (1978)                   | (1979)             |
| Sportul Studențesc     | 1            | 1         | (1979)                   | (1977)             |
| Velež Mostar           | 1            | 1         | (1980)                   | (1972)             |
| Steagul Roșu Brașov    | 1            | 0         | (1961)                   | -                  |
| Olympiacos             | 1            | 0         | (1963)                   | -                  |
| Fenerbahçe S.K.        | 1            | 0         | (1967)                   | -                  |
| KF Partizani Tirana    | 1            | 0         | (1970)                   |                    |
| PFC Lokomotiv Sofia    | 1            | 0         | (1973)                   | -                  |
| Akademik Sofia         | 1            | 0         | (1974)                   | -                  |
| NK Dinamo Zagreb       | 1            | 0         | (1976)                   | -                  |
| Panathinaikos          | 1            | 0         | (1977)                   | -                  |
| Iraklis                | 1            | 0         | (1985)                   | -                  |
| OFI Creta              | 1            | 0         | (1989)                   | -                  |
| FC Inter Sibiu         | 1            | 0         | (1991)                   | -                  |
| Sarıyer G.K.           | 1            | 0         | (1992)                   | -                  |
| Edessaikos             | 1            | 0         | (1993)                   | -                  |
| Samsunspor             | 1            | 0         | (1994)                   | -                  |
| PFC Levski Sofia       | 0            | 3         | -                        | (1961, 1963, 1968) |
| FC Argeș Pitești       | 0            | 3         | -                        | (1984, 1985, 1988) |
| FC Spartak Plovdiv     | 0            | 1         | -                        | (1964)             |
| Farul Constanța        | 0            | 1         | -                        | (1966)             |
| AEK Atena              | 0            | 1         | -                        | (1967)             |
| KS Dinamo Tirana       | 0            | 1         | -                        | (1969)             |
| KS Besa Kavajë         | 0            | 1         | -                        | (1971)             |
| ASA Târgu Mureș        | 0            | 1         | -                        | (1973)             |
| FK Vardar              | 0            | 1         | -                        | (1974)             |
| Eskișehirspor          | 0            | 1         | -                        | (1975)             |
| Jiul Petroșani         | 0            | 1         | -                        | (1978)             |
| SK Tirana              | 0            | 1         | -                        | (1983)             |
| FK Budućnost Podgorica | 0            | 1         | -                        | (1991)             |
| Oțelul Galați          | 0            | 1         |                          | (1992)             |
| FC Etar Veliko Tarnovo | 0            | 1         |                          | (1993)             |
| PAS Giannina           | 0            | 1         | -                        | (1994)             |

(Când este sortat după anii câștigați sau pierduți, tabelul este sortat după data primei victorii ale fiecărei echipe)

### După țară
| Țară                  | Câștigătoare | Locul doi | Cluburi câștigătoare                                                                                                 | Locul doi |
| --------------------- | ------------ | --------- | --- | --- |
| Bulgaria              | 9            | 8         | PFC Beroe Stara Zagora (4), PFC Slavia Sofia (2), PFC Botev Plovdiv (1), PFC Lokomotiv Sofia (1), Akademik Sofia (1) | PFC Levski Sofia (3), FC Spartak Plovdiv (1), PFC Beroe Stara Zagora (1), PFC Slavia Sofia (1), PFC Botev Plovdiv (1), FC Etar Veliko Tarnovo (1) |
| Grecia                | 6            | 3         | Olympiacos (1), Panionios (1), Panathinaikos (1), Iraklis (1), OFI Creta (1), Edessaikos (1)                         | AEK Atena (1), Panionios (1), PAS Giannina (1) |
| România               | 5            | 8         | FC Rapid București (2), Steagul Roșu Brașov (1), Sportul Studențesc (1), FC Inter Sibiu (1)                          | FC Argeș Pitești (3), Farul Constanța (1), ASA Târgu Mureș (1), Sportul Studențesc (1), Jiul Petroșani (1), Oțelul Galați (1)                     |
| Turcia                | 3            | 1         | Fenerbahçe S.K. (1), Sarıyer G.K. (1), Samsunspor (1)                                                                | Eskișehirspor (1) |
| Croația               | 2            | 1         | NK Dinamo Zagreb (1), NK Rijeka (1)                                                                                  | NK Rijeka (1) |
| Albania               | 1            | 3         | KF Partizani Tirana (1)                                                                                              | KS Dinamo Tirana (1), KS Besa Kavajë (1), SK Tirana (1)                                                                                           |
| Serbia                | 1            | 1         | FK Radnički Niš (1)                                                                                                  | FK Radnički Niš (1) |
| Bosnia și Herțegovina | 1            | 1         | Velež Mostar (1) | Velež Mostar (1) |
| Macedonia             | 0            | 1         | - | FK Vardar (1) |
| Muntenegru            | 0            | 1         | - | FK Budućnost Podgorica (1) |

## Participare

### După club
În cei 33 de ani de existență, un total de 89 de cluburi din 6 țări au apărut în 28 de ediții de Cupa Balcanilor. Doi dintre ei, ambii turci, și-au retras participarea înainte de a juca un singur meci: Zonguldakspor în 1980–81 și Trabzonspor în 1986.
Echipe cu 4 sau mai multe participări:
| Club                | Țară | Participare | Câștigătoare | Finaliste | Finale | Prima Ediție | Ultima Ediție | Note                                  |
| ------------------- | ---- | ----------- | ------------ | --------- | ------ | ------------ | ------------- | ------------------------------------- |
| Beroe Stara Zagora  | BUL  | 7           | 4            | 1         | 0 4    | 1967–68      | 1992–93       |                                       |
| Slavia Sofia        | BUL  | 5           | 2            | 1         | 3      | 1977         | 1987–88       |                                       |
| Partizani           | ALB  | 5           | 1            | –         | 1      | 1961         | 1979–80       |                                       |
| Dinamo Tirana       | ALB  | 5           | –            | 1         | 1      | 1961–63      | 1987–88       |                                       |
| Galatasaray         | TUR  | 5           | –            | –         | –      | 1961–63      | 1990–91       | Also Withdrew in 1977–78 and 1979–80. |
| Steagul Roșu Brașov | ROU  | 4           | 1            | –         | 0 -    | 1961         | 1972          |                                       |
| Fenerbahçe          | TUR  | 4           | 1            | –         | 1      | 1961         | 1967–68       | Also Withdrew in 1963–64.             |
| Lokomotiv Sofia     | BUL  | 4           | 1            | –         | 1      | 1966–67      | 1988–89       |                                       |
| Vardar Skopje       | YUG  | 4           | –            | 2         | 2      | 1964–66      | 1974          |                                       |
| Farul Constanța     | ROU  | 4           | –            | 1         | 1      | 1964–66      | 1975          |                                       |
| AEK Athens          | GRE  | 4           | –            | 1         | 1      | 1961         | 1980–81       |                                       |
| 17 Nëntori Tirana   | ALB  | 4           | –            | 1         | 1      | 1964–66      | 1990–91       |                                       |